# Wargowo (Czarna Dąbrówka)
Wargowo (deutsch Vargow, kasch. Wôrgòwò) ist ein kleines kaschubisches Dorf in der polnischen Woiwodschaft Pommern und gehört zur Gemeinde Czarna Dąbrówka (Schwarz Damerkow) im Powiat Bytowski (Kreis Bütow).

## Geographische Lage
Wargowo liegt südöstlich der ehemaligen Kreisstadt Słupsk (Stolp) und nördlich der jetzigen Kreismetropole Bytów (Bütow) an einem alten Postweg zwischen Mikorowo (Mickrow) und Łupawa (Lupow). Ein Bahnanschluss besteht nicht.

## Ortsname
Die polnische Ortsbezeichnung Wargowo gibt es noch einmal in der Woiwodschaft Großpolen.

## Geschichte
Das ehemalige Vargow ist seiner historischen Dorfform nach ein Zeilendorf. Vargow A und B waren Lehen derer von Lostin (auch: von Loske) und blieben lange Zeit im Besitz dieser Familie. Vargow C und D waren Lehen derer von Malschitzky (auch: von Kokoske).
Um 1784 hatte Vargow sechs kleine Vorwerke oder Höfe bei sechs Feuerstellen. 1804 besaß es Wilhelm Gneomar von Lostin, und 1832 kaufte es eine Familie Jarke. Letzte Besitzer waren Eugen Jarke (1884) und Leo von Zelewski (1928), bevor es sich 1931 im Besitz der Pommerschen Landgesellschaft Stettin befand. Dann wurde Vargow aufgesiedelt.
Im Jahre 1910 wurden in Vargow 150 Einwohner gezählt. Ihre Zahl betrug 1933 schon 188 und sank bis 1939 auf 172. Heute beträgt die Einwohnerzahl von Wargowo 81.
Die Gemeinde Vargow mit den drei Ortschaften Alt Vargow, Neu Vargow und Rehhof gehörte bis 1945 zum Amts- und Standesamtsbezirk Mickrow und zum Amtsgerichtsbezirk Lauenburg in Pommern. Es lag im Landkreis Stolp im Regierungsbezirk Köslin der preußischen Provinz Pommern.
Gegen Ende des Zweiten Weltkriegs besetzte am 9. März 1945 um 10 Uhr die Rote Armee das Dorf Vargow. In der Schule quartierte sich ein sowjetischer Stab ein, der etwas später die Verwaltung an die Volksrepublik Polen übergab. Sie benannte Vargow in Wargowo um und begann mit der Ansiedlung von Polen. Die eingesessenen Ortsbewohner mussten am 8. Juni 1946 innerhalb einer Stunde ihre Häuser räumen und wurden vertrieben. Der Transport ging in das Lager Pöppendorf bei Lübeck.
Das Dorf gehört heute zur Gmina Czarna Dąbrówka im Powiat Bytowski in der Woiwodschaft Pommern (1975 bis 1998 Woiwodschaft Słupsk). Wargowo ist Sitz eines Schulzenamtes.

## Kirche
Vor 1945 gehörte Vargow mit seiner überwiegend evangelischen Bevölkerung zum Kirchspiel Mickrow (heute polnisch: Mikorowo) im Kirchenkreis Stolp-Altstadt der Kirchenprovinz Pommern der Kirche der Altpreußischen Union. Letzter deutscher Geistlicher war PfarrerGustav Oehrn.
Nach 1945 blieb der kirchliche Bezug zum Pfarrsitz Mikorowo (Mickrow) bestehen, die nun als katholische Pfarrei dem neugebildeten Dekanat Łupawa (Lupow) im Bistum Pelplin der Katholischen Kirche in Polen zugehört. Evangelische Kirchenglieder sind jetzt in die Kreuzkirchengemeinde in Słupsk (Stolp) eingegliedert.

## Schule
In Vargow gab es 1932 eine einklassige Volksschule, in der ein Lehrer 24 Schulkinder unterrichtete. Die Vargower Schule wurde auch von den Kindern aus Neu Karwen (heute polnisch: Nowe Karwno) besucht.

## Söhne und Töchter der Ortschaft
- Peter Ewald von Malschitzky (* 20. März 1731 in Vargow; † 2. November 1800 in Kyritz), preußischer Generalmajor und Regimentsinhaber
- Michael Heinrich von Losthin (* 6. September 1762 in Vargow; † 1. Mai 1839 in Neisse), preußischer Generalleutnant
- Karl Friedrich von Selasinsky (* 24. Januar 1786 in Vargow; † 26. April 1860 in Berlin), preußischer General der Infanterie und Mitglied der Frankfurter Nationalversammlung